# ワン・ナイト・イン・パリス (パリス・ヒルトン)
『ワン・ナイト・イン・パリス』（1 Night in Paris）は、2004年に発売されたセックスビデオである。
パリス・ヒルトンと当時の彼氏であったリック・ソロモンが出演し、ソロモンにより撮影されている。このビデオは2000年にラスベガスで撮影された。撮影地となったホテルはベラージオ・ラスベガスである。
日本ではGPミュージアムソフトから2006年2月25日に発売されている

## 概説
ビデオはパリスが出演するリアリティ番組『シンプルライフ』の放映前にソロモンによって公開された。ヒルトン家令嬢のセックスビデオということで大きな話題を集め、メディアは挙ってこの事を取り上げた。
パリスがビデオを公に公開することは許可していないと発言するとソロモンはそれに反論した。パリスはソロモンを訴えたが2005年7月に示談という形で落ち着いた。パリスは最高400,000ドルの示談金を受け取り、それを慈善事業に寄付する予定であった。雑誌『GQ』のインタビューでパリスは「私はビデオの売り上げからは、びた一文受け取っていません。それは正に汚れた金なので、（ソロモンは）性的虐待を受けた人々のための慈善団体などに全額寄付すべきです。」と答えた。

## 受賞歴
- 2005年 - AVNアワード 'Top Renting Release of the Year'[4]
- 2008年 - F.A.M.E Favorite Celebrity Sex Tape[5]